# Stazione di Tempio (SFSS)
La stazione di Tempio delle Strade Ferrate Secondarie della Sardegna era una stazione ferroviaria al servizio del comune di Tempio Pausania, originario capolinea della dismessa ferrovia Monti-Tempio.

## Storia
La stazione nacque a fine Ottocento nell'ambito delle fasi di realizzazione di una delle prime linee ferroviarie pubbliche a scartamento ridotto della Sardegna, che avrebbe unito la città tempiese con alcuni dei centri vicini e con la stazione di Monti, posta lungo la ferrovia Cagliari-Golfo Aranci delle Ferrovie Reali, permettendo quindi il collegamento del Limbara con la principale rete ferroviaria dell'isola.
I lavori, eseguiti su iniziativa della Strade Ferrate Secondarie della Sardegna (prima concessionaria della stazione e della ferrovia), furono condotti nella seconda metà degli anni ottanta del XIX secolo: fu così che la stazione di Tempio venne inaugurata insieme alla ferrovia per Monti il 15 febbraio 1888.
Nel 1921 alle SFSS subentrarono le Ferrovie Complementari della Sardegna; nel corso del decennio presero inoltre forma i progetti di una linea ferroviaria che collegasse Sassari con Palau, sfruttando il già esistente tracciato ferroviario tra Tempio Pausania e Luras: tale realizzazione portò nel 1931 all'apertura di una seconda stazione ferroviaria in città, posta a poche centinaia di metri dallo scalo FCS, su cui inizialmente vertevano i soli treni in servizio sulla direttrice Sassari-Palau. Negli anni immediatamente successivi fu portato avanti il progetto di trasferire anche il capolinea delle relazioni per Monti nella nuova stazione, operazione portata a compimento nel 1935: il 1º aprile di quell'anno la stazione FCS di Tempio fu disattivata e tutto il traffico ferroviario che interessava l'impianto fu spostato nella stazione delle Strade Ferrate Sarde.
L'impianto, localmente noto come "stazione vecchia" fu successivamente disarmato e l'area destinata ad altri usi: di esso permangono il fabbricato viaggiatori e quello degli alloggi. Dopo una ristrutturazione avviata a metà anni dieci, i locali dell'ex fabbricato viaggiatori sono stati utilizzati per ospitare un museo sulla Brigata Sassari.

## Strutture e impianti
Dopo la dismissione datata 1935 la stazione di Tempio è stata interamente disarmata ed isolata dal tracciato ferroviario, e la sua area è stata in buona parte riconvertita ad usi legati alla viabilità ordinaria.
Durante il periodo di attività lo scalo si presentava in configurazione di stazione di testa, ed era dotato complessivamente di sei binari tutti a scartamento da 950 mm: tre di essi costituivano il fascio principale dell'impianto, con il binario tre dotato di estensioni tronche ed il binario due che serviva anche una piattaforma girevole posta a ridosso dell'asse estremo della stazione.
Dal binario uno si diramava verso il termine della ferrovia un tronchino atto a servire il locale scalo merci, che si componeva anche di un piano caricatore parzialmente coperto, di una gru e di un magazzino; sempre dal primo binario prima della curva che portava fuori dalla stazione si diramavano inoltre due ulteriori tronchini che servivano le rimesse locomotive dell'impianto e l'area di rifornimento idrico. In questa parte dello scalo erano situati anche un magazzino e degli alloggi per il personale.
Tra le poche strutture ancora esistenti della stazione vi è il fabbricato viaggiatori, del tipo di prima classe delle SFSS: si tratta di una costruzione a pianta rettangolare con sviluppo su due piani (più tetto a falde) dotato di cinque luci per piano sul lato binari e una per piano sui lati minori. A ridosso di esso sul lato est si trovavano il fabbricato delle ritirate (non più esistente) ed un edificio utilizzato per gli alloggi del personale, ancora presente e utilizzato da un'associazione di volontari del pronto soccorso. L'impianto era presenziato e il movimento era gestito dal Dirigente Movimento.

## Movimento
La stazione fu chiusa all'esercizio ferroviario il 1º aprile 1935, sino a quel momento era servita dai treni delle SFSS ed in seguito delle FCS aventi come destinazione Monti.

## Servizi
Durante il periodo di attività ferroviaria nell'impianto erano presenti diversi servizi all'utenza, tra cui una biglietteria a sportello, una sala d'attesa ed i servizi igienici.
- Biglietteria a sportello
- Sala d'attesa
- Servizi igienici